# 정자중학교
정자중학교(亭子中學校)는 대한민국 경기도 성남시 분당구 정자동에 있는 공립 중학교이다.

## 학교 연혁
- 1994년 2월 28일 : 초대 32학급 인가
- 1994년 4월 15일 : 초대 임태빈 교장 취임
- 1994년 5월 1일 : 개교(남녀공학 32학급 인가)
- 1995년 2월 15일 : 제1회 졸업식(118명)
- 2003년 1월 23일 : 보통교실 12실 증축
- 2003년 3월 10일 : 급식실 설치 및 자체급식 실시
- 2003년 11월 27일 : 도서관 리모델링 및 전자도서관 운영
- 2010년 3월 20일 : 테니스부 창단
- 2010년 9월 14일 : 체육관(아름관) 개관
- 2022년 9월 1일 : 제10대 이성호 교장 부임
- 2023년 12월 29일 : 제30회 졸업식(119명, 누계 9,772명)

## 참고 자료
- 정자중학교 - 한국교육학술정보원 학교알리미